# 莲花镇 (自贡市)
莲花镇，是中华人民共和国四川省自贡市贡井区下辖的一个乡镇级行政单位。
2019年9月撤销牛尾乡，将其所属行政区域划归莲花镇管辖，莲花镇人民政府驻明清街1号。

## 行政区划
莲花镇下辖以下地区：
莲花场社区、葛麻村、黄桷村、余家村、杨家祠村、象鼻村、雷碥村、白仓村、沙溪村、陆和村、花马石村和川主村。